# リプタウアー

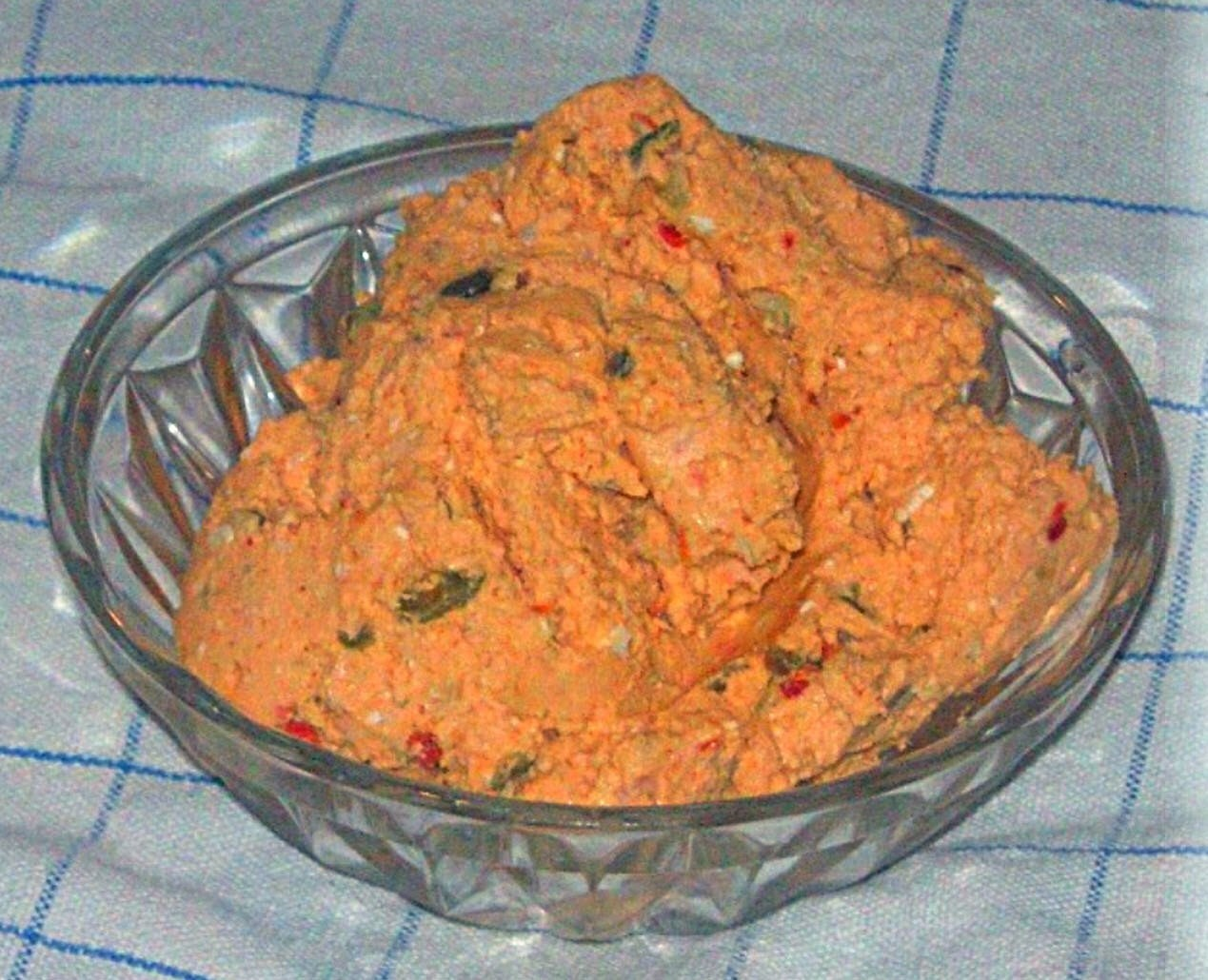
リプタウアー

リプタウアー（ドイツ語 Liptauer Käse, スロバキア語 Liptovská bryndza, ハンガリー語 Liptói túrók; 発音）は、本来はスロバキア中北端、リプトフ（Liptov, Liptó, Liptau）地方産の羊乳チーズ (Brimsen, bryndza)。
パプリカ、タマネギ、アサツキなどを混ぜ、パンに付けるなどしても食べる（この点はシュマルツに似ている）。
これはハンガリー（körözött）、ウィーンでも食べることができるが、ドイツ語圏に広まっている。